# Magyardombegyház
Magyardombegyház is een plaats (község) en gemeente in het Hongaarse comitaat Békés. Magyardombegyház telt 309 inwoners (2002).